# Aris Fioretos
Aris Fioretos (Gotemburgo, 6 de febrero de 1960) es un escritor, traductor y académico sueco de ascendencia griega y austríaca que escribe en sueco, alemán e inglés. Además de su carrera literaria, es Profesor de Estética en la Universidad de Södertörn y miembro tanto de la Deutsche Akademie für Sprache und Dichtung como de la Akademie der Künste.

## Biografía
Aris Fioretos nació en Gotemburgo. Su padre griego era profesor de medicina, su madre austríaca dirigía una galería. En casa se hablaba alemán y sueco. Creció en Lund. Estudió con Jacques Derrida en París, y más tarde en las universidades de Estocolmo y Yale. En 1991, Fioretos obtuvo su doctorado en Literatura Comparada con El momento crítico, un análisis deconstructivista de obras de Friedrich Hölderlin, Walter Benjamin y Paul Celan. Ha ocupado cargos académicos en la Universidad Johns Hopkins, Universidad Rutgers, Universidad Libre y Universidad Humboldt, estas dos últimas en Berlín. Desde 2010, es profesor de Estética en la Universidad de Södertörn en Estocolmo. Fioretos está casado con la galerista de arte Marina Schiptjenko.

## Obra
En 1991, Fioretos publicó su primer libro, una colección de poesía en prosa titulada Delandets bok (El libro del compartir). Desde entonces ha publicado varias obras de ficción, incluyendo Vanitasrutinerna (Las rutinas de la vanidad) (1998), Stockholm Noir (2000), Sanningen om Sascha Knisch (La verdad sobre Sascha Knisch) (2002) y Den sista greken (El último griego) (2009). Esta última novela fue finalista para el premio literario más prestigioso de Suecia, el Premio August, al igual que su novela de 2015 Mary. En el invierno de 2009 Den sista greken fue galardonada con el Premio Literario Gleerups, y en la primavera de 2010 con el Premio a la Novela de Radio Sueca – un honor que también recibió Mary en 2016. Entre 2003 y 2007, Fioretos fue Consejero Cultural en la Embajada de Suecia en Berlín. La contribución de Fioretos al programa de radio más popular de Suecia, Sommar ("Verano"), una serie de auto-retratos de suecos famosos y desconocidos, se emitió el 16 de julio de 2010. Un tratamiento extenso de su obra literaria hasta 2012 se realiza en una conversación, en sueco, con el crítico literario Mikael van Reis.
Fioretos ha recibido numerosas becas y premios tanto en Suecia como en el extranjero, incluidos del Centro Getty para la Historia del Arte y las Humanidades, la Academia Sueca, la Fundación Alexander von Humboldt, el Programa de Artistas DAAD Berlín, el Banco de Suecia, la Academia Americana en Berlín, y el All Souls College, Oxford. Fioretos es miembro de la Deutsche Akademie für Sprache und Dichtung en Darmstadt, donde, en 2011, fue elegido vicepresidente. Desde 2022, también es miembro de la Akademie der Künste en Berlín.
Fioretos ha traducido libros de Paul Auster, Friedrich Hölderlin, Vladimir Nabokov y Walter Serner, entre otros, al sueco. Escribe regularmente para el diario más grande de Suecia, Dagens Nyheter. Su ficción ha sido traducida a varios idiomas, incluyendo inglés, francés, alemán, neerlandés, griego, noruego, rumano y serbio. La edición en inglés de La verdad sobre Sascha Knisch fue traducida por el mismo Fioretos.

### Libros en inglés
- The Gray Book (propia traducción de Den grå boken) (Stanford University Press, 1999)
- Re: The Rainbow, editor (Propexus, 2004)
- The Truth about Sascha Knisch (autotraducción de Sanningen om Sascha Knisch) (Jonathan Cape, 2006; Vintage, 2008)
- Nelly Sachs, Flight and Metamorphosis (traducción de Flucht und Verwandlung) (Stanford University Press, 2012)
- Jacques Derrida, Schibboleth, con Hans Ruin (1990)
- Friedrich Hölderlin, Himnos (1991), edición revisada: Canciones (2001), segunda edición revisada y ampliada: ¡Ven ahora, fuego! (2013)
- Paul Auster, Inventando la soledad (The Invention of Solitude) (1992)
- Paul Auster, El cuaderno rojo (The Red Notebook) (1993)
- Vladimir Nabokov, Pnin (Pnin) (2000)
- Vladimir Nabokov, Mashenka (Mary) (2001)
- Vladimir Nabokov, La verdadera vida de Sebastian Knight (The Real Life of Sebastian Knight) (2002)
- Vladimir Nabokov, Lolita (Lolita) (2007)
- Walter Serner, Manual para estafadores (Letzte Lockerung) (2010)
- Peter Waterhouse, Papeles entre los dedos (Paper between Fingers) (2011)
- Friedrich Hölderlin, ¡Ven ahora, fuego! (Come now, fire!) (2013)
- Vladimir Nabokov, El ojo (The Eye) (2015)
- Jan Wagner, Autorretrato con enjambre de abejas (Self-Portrait with Bee Swarm) (2016)
- Vladimir Nabokov, Desesperación (Despair) (2017)
- Vladimir Nabokov, Cosas transparentes (Transparent Things) (2017)
- Vladimir Nabokov, La hazaña (Glory) (2020)
- Jo Shapcott, Flor de orina (Pissflower) (2022)

### Ediciones
- Word Traces: New Readings of Paul Celan, editor (Johns Hopkins University Press, 1994)
- The Solid Letter: Readings of Friedrich Hölderlin, editor (Stanford University Press, 1999)
- Berlín sobre y bajo tierra (Berlin Above and Below Ground) (2007)
- Nelly Sachs, Obras, editor general de la edición comentada en cuatro volúmenes (Suhrkamp, 2010-2011); editor de los volúmenes III (Poesía escénica) y IV (Prosa y traducciones)
- Paul Celan – Poemas. Selección y Epílogo por Aris Fioretos. Con dibujos de Gisèle Celan-Lestrange (Suhrkamp Verlag, Berlín 2011)

## Premios
- Premio A. Owen Aldridge, ACLA 1989[11]
- Premio Karin y Karl Ragnar Gierow, Academia Sueca, 1994
- Premio de Invierno de la Fundación De Nio, 2000
- Premio Lydia y Herman Eriksson, Academia Sueca, 2003
- Premio Literario Gleerups, 2009
- Premio a la Novela de Radio Sueca, 2010
- Preis der SWR-Bestenliste, 2011
- Premio Sture Linnér, 2011[12]
- Premio Kellgren, Academia Sueca, 2011
- Premio Sorescu, Instituto Cultural Rumano, 2012
- Independent Publisher Book Award, Medalla de Plata, Biografía 2013[13]
- Gran Premio, Samfundet De Nio, 2013
- Premio a la Novela de Radio Sueca, 2016
- Premio Jeanette Schocken (Bremerhaven), 2017[14]
- Premio de Ensayo, Academia Sueca, 2018
- Orden del Mérito de la República Federal de Alemania, 2020
- Frankfurter Poetikvorlesungen, 2024